# Francis Garchitorena
Francis Garchitorena (Kobe, 8 januari 1938 - Makati, 25 februari 2005) was een Filipijnse rechter. Garchitorena was president van de Sandiganbayan van 1996 tot 2002.

## Biografie
Francis Garchitorena werd geboren op 8 januari 1938 in het Internationale Ziekenhuis in Kobe. Zijn ouders waren Buenaventura de Erquiaga Palacios en Flor Chereau Garchitorena. Hij studeerde rechten aan de Law School van Ateneo de Manila University. In oktober 1963 slaagde hij tevens voor het toelatingsexamen (bar exam) van de Filipijnse balie. Na zij studie was hij werkzaam als advocaat. 
In 1986 werd Garchitorena door president Corazon Aquino benoemd tot president van de Sandiganbayan, de rechtbank ten behoeve van de bestrijding van corruptie binnen de Filipijnse overheid. In die hoedanigheid behandelde hij bijvoorbeeld de corruptiezaken tegen de familie Marcos wegens hun onrechtmatig verworven rijkdom. In 2001 kwam hij negatief in het nieuws toen hij door het Hooggerechtshof van de Filipijnen werd geschorst en een boete kreeg, omdat zaken Sandiganbayan veel te langzaam behandeld werden. Garchitorena diende daarop in 2002 zijn ontslag in. President Gloria Macapagal-Arroyo benoemde daarop Minita Chico-Nazario tot opvolger van Garchitorena.
Garchitorena overleed in 2005 op 67-jarige leeftijd in het Makati Medical Center aan de gevolgen van een hersentumor. Hij was getrouwd met Victoria Pineda.